# Jerry Stiller
Gerald Isaac „Jerry” Stiller (Brooklyn, 1927. június 8. – Manhattan, 2020. május 11.) amerikai humorista és színész. 
Feleségével közösen évekig a Stiller and Meara humortársulatban szerepelt, később pedig Frank Costanza szerepét alakította az NBC Seinfeld című szituációs komédiájában, illetve Arthur Spooner-ként a CBS humoros sorozatában, a Férjek gyöngyében szerepelt. Stiller és Meara gyermeke Ben Stiller színész, akivel Jerry Stiller együtt játszott a Zoolander, a trendkívüli, a Nehézfiúk, a Mr. Elszánt, a balfék, az Agyő, nagy ő! és a Zoolander 2. filmekben.

## Élete
Jerry Stiller New York Brooklyn kerületében, a Unity Kórházban született Bella (szül. Citron) és William Stiller legidősebb gyermekeként. Apja buszsofőrként dolgozott. Családja zsidó származású, apai nagyszülei Galíciából vándoroltak az Egyesült Államokba, anyja pedig Lengyelországban született. Mielőtt a Lower East Side-ra költözött volna, a négygyermekes család Williamsburgban és Kelet-New York-ban lakott. Stiller a Seward Park Középiskolában tanult.
A második világháború alatt katonai szolgálatot teljesített, majd a Syracuse Egyetemen tanult, ahol szónoklat és dráma oklevelet szerzett 1950-ben. 1953-ban együtt lépett fel a Phoenix Theater Coriolanus darabjában Gene Saks-szal és Jack Klugmannal. A darab producere, John Houseman Front and Center című memoárjában a „valaha színpadon látott legjobb shakespeare-i bohócok”-nak nevezte a triót.
Stiller 1953-ban találkozott Anne Meara színésznővel, akivel 1954-ben házasságot kötött. Meara Stiller ösztönzésére kezdett komédiával foglalkozni, együtt csatlakoztak a chicagói The Compass Players (később The Second City néven működő) improvizációs társulathoz. A csapatból kiválva kettesben léptek fel New York-i éjszakai szórakozóhelyeken. 1962-ben már „országos jelenség”-ként írt róluk a New York Times.

## Pályafutása

### Stiller and Meara
A Stiller and Meara páros az 1960-as és 1970-es években volt a sikerei csúcsán. Televíziós műsorokban (többnyire a The Ed Sullivan Show-ban) léptek fel. A varietéműsorok háttérbe szorulásával karrierjük is hanyatlani kezdett. Rádiós reklámokkal kezdtek foglalkozni, majd saját, ötperces sketch comedy-műsorokat gyártottak 1977–1978 között Take Five with Stiller and Meara címmel.
1979–1982 között az HBO havonta jelentkező félórás műsorát (HBO Sneak Previews) vezették, amelyben az elkövetkező hónap filmjeit és műsorait ismertették. A műsorban humoros jelenetek is szerepeltek. A páros 1986-ban saját sorozatot kapott The Stiller and Meara Show címmel, amelyben Stiller New York alpolgármesterét, felesége pedig egy televíziós reklám színésznőjét alakította.

### Seinfeld
A Seinfeld szituációs komédia-sorozatban Stiller az egyik főszereplő, George Costanza apját alakította 1993 és 1998 között. Az indulatos Frank Costanza alakítása 1997-ben egy Emmy-jelölést hozott Stiller számára, illetve 1998-ban legjobb vendégszereplőnek járó American Comedy-díjjal jutalmazták.

### Férjek gyöngye
Miután a Seinfeld sorozat véget ért, Stiller a visszavonulását tervezte, azonban Kevin James felkérte, hogy csatlakozzon a Férjek gyöngye (The King of Queens) társulatához. A vígjáték sorozatban a főhős Doug Heffernan apósát, Arthur Spooner-t alakította 1998 és 2007 között. Elmondása szerint ez a szerep minden másnál jobban próbára tette színészi képességeit.

### Egyéb munkák
Stiller 2004-ben a Rush kanadai rockegyüttes 30. évfordulós turnéján saját magát alakította a koncertek elején és végén levetített rövid jelenetekben. Ezek a jelenetek láthatóak az együttes R30: 30th Anniversary World Tour című 2005-ös DVD-jén is. A 2007-2008-as Snakes & Arrows Tour során feltűnt a koncertek filmbejátszásaiban. Az 1970-es években Stiller szerepelt Dick Clark $10,000 Pyramid vetélkedőjében, és a műsorból részleteket szerkesztettek a Férjek gyöngye egyik epizódjába. A cselekmény eszerint Stiller karaktere, Arthur részt vesz a vetélkedőn, de veszít. Később zokon veszi, hogy nem kapta meg a kieséskor beígért ajándékát, az egy életre szóló Rice-A-Roni tésztás rizs készletet. Feleségével többször szerepelt a Tattletales vetélkedőben is.
Az 1990-es évek végén a Nike sportszergyártó reklámaiban a Green Bay Packers egykori edzőjét, Vince Lombardit alakította. 2007. február 9-én  Stiller és Meara a Hollywood Walk of Fame-en közös csillagot kapott. 2010. október 28-án a pár együtt szerepelt a The Daily Show-ban. A gyermekeknek szóló Crashbox ismeretterjesztő műsor bemondóhangjaként is tevékenykedett. 2010 októberében feleségével a Yahoo! websorozatában (Stiller & Meara) napi aktualitásokról beszélgetett.

### Szerzőként

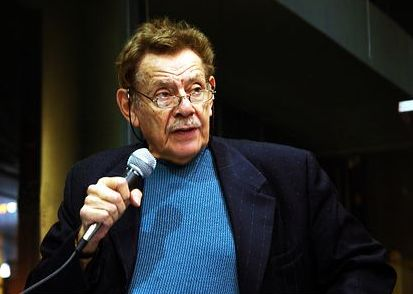
Stiller 2005-ben

2005-ben Stiller volt a szerzője Allen Salkin Festivus: The Holiday for the Rest of Us (Festivus. Az ünnep a többieknek) című kötete előszavának. Stiller memoárja 2000-ben jelent meg Married to Laughter: A Love Story Featuring Anne Meara (Házasságban a nevetéssel. Egy szerelmi történet Anne Meara közreműködésével) címmel.

## Magánélete
Stiller 1954-ben vette feleségül Anne Meara színésznőt, akivel egy ügynök irodájában találkoztak. Meara dühös volt az ügynökkel való találkozás után, Stiller pedig meghívta egy kávéra, és attól fogva együtt voltak. Meara 2015. május 23-án hunyt el. Gyermekeik Amy Stiller (sz. 1961) színésznő és Ben Stiller (sz. 1965) színész-humorista, kinek révén két unokájuk is van.

### Halála
Jerry Stiller 2020. május 11-én hunyt el. Halálát fia, Ben jelentette be a Twitteren.

## Filmográfia

### Film
| Év   | Magyar cím                           | Eredeti cím                           | Szerep                                      | Magyar hang            |
| ---- | ------------------------------------ | ------------------------------------- | ------------------------------------------- | ---------------------- |
| 1970 | Szerelmesek és más idegenek          | Lovers and Other Strangers            | Jim (stáblistán nem szerepel)               |                        |
| 1974 | Hajsza a föld alatt                  | The Taking of Pelham One Two Three    | Rico Patrone hadnagy                        | Csikos Gábor           |
| 1974 | Hajsza a föld alatt                  | The Taking of Pelham One Two Three    | Rico Patrone hadnagy                        | Szersén Gyula          |
| 1974 | Hajsza a föld alatt                  | The Taking of Pelham One Two Three    | Rico Patrone hadnagy                        | Bolla Róbert           |
| 1974 | Airport ’75                          | Airport 1975                          | Sam                                         | Makay Sándor           |
| 1976 | Ritz fürdőház                        | The Ritz                              | Carmine Vespucci                            | Dózsa László           |
| 1977 | Apácák a pácban                      | Nasty Habits                          | P.R. atya                                   | Koncz István           |
| 1980 |                                      | Those Lips, Those Eyes                | Mr. Shoemaker                               |                        |
| 1986 | Ragadd meg a napot                   | Seize the Day                         | Dr. Tamkin                                  | Makay Sándor           |
| 1987 | Mr. Elszánt, a balfék                | Hot Pursuit                           | Victor Honeywell                            | Izsóf Vilmos           |
| 1987 | Bízzál bennem                        | Nadine                                | Raymond Escobar                             | Izsóf Vilmos           |
| 1988 | Hajlakk                              | Hairspray                             | Wilbur Turnblad                             | Beregi Péter           |
| 1989 |                                      | That’s Adequate                       | Sid Lane                                    |                        |
| 1990 |                                      | Little Vegas                          | Sam                                         |                        |
| 1992 |                                      | Freefall (rövidfilm)                  | Emily apja                                  |                        |
| 1992 | Út a pokolba                         | Highway to Hell                       | rendőr                                      | Holl Nándor            |
| 1993 | Galaktikus uborka                    | The Pickle                            | Phil Hirsch                                 | Cs. Németh Lajos       |
| 1995 | Nehézfiúk                            | Heavyweights                          | Harvey Bushkin                              | Cs. Németh Lajos       |
| 1996 |                                      | Camp Stories                          | Schlomo                                     |                        |
| 1997 | Halálos mulatság                     | Stag                                  | Ted                                         | Kajtár Róbert          |
| 1997 |                                      | Die Story von Monty Spinnerratz       | Plumpingham professzor                      |                        |
| 1997 |                                      | The Deli                              | Petey Cheesecake                            |                        |
| 1998 | Hal a fürdőkádban                    | A Fish in the Bathtub                 | Sam Kaplan                                  |                        |
| 1998 |                                      | Secret of the Andes                   | Dr. Golfisch                                |                        |
| 1999 | A bamba banda                        | The Suburbans                         | Speedo Silverburg                           |                        |
| 2000 |                                      | The Independent                       | Monty Fineman                               |                        |
| 2000 |                                      | Chump Change                          | Az ezredes                                  |                        |
| 2000 | Édes hatos                           | My 5 Wives                            | Don Giovani                                 | Pálfai Péter           |
| 2001 | Zoolander, a trendkívüli             | Zoolander                             | Maury Ballstein                             | Sinkovits-Vitay András |
| 2001 | Randivonat                           | On the Line                           | Nathan                                      | Izsóf Vilmos           |
| 2002 | Pereld a nőt!                        | Serving Sara                          | Milton rendőr                               | Izsóf Vilmos           |
| 2004 | A híres Ron Burgundy legendája       | Anchorman: The Legend of Ron Burgundy | férfi a kocsmában (stáblistán nem szerepel) |                        |
| 2004 | Stréber                              | Teacher's Pet                         | Pretty Boy (hangja)                         |                        |
| 2004 | Az oroszlánkirály 3. – Hakuna Matata | The Lion King 1½                      | Max bácsi (hangja)                          | Forgács Gábor          |
| 2005 |                                      | R30: 30th Anniversary World Tour      | önmaga                                      |                        |
| 2007 | Hajlakk                              | Hairspray                             | Mr. Pinky                                   | Botár Endre            |
| 2007 | Agyő, nagy ő!                        | The Heartbreak Kid                    | Doc Cantrow                                 | Rudas István           |
| 2008 |                                      | Snakes & Arrows Live                  | Heidi                                       |                        |
| 2011 |                                      | Swinging with the Finkels             | Mr. Winters                                 |                        |
| 2012 |                                      | Foodfight!                            | X tábornok (hangja)                         |                        |
| 2012 | Buli, rehab, szerelem                | Excuse Me for Living                  | Morty                                       |                        |
| 2014 |                                      | Simpler Times (rövidfilm)             | Harry                                       |                        |
| 2014 | Repcsik: A mentőalakulat             | Planes: Fire & Rescue                 | Harvey (hangja)                             | Pálfai Péter           |
| 2016 | Zoolander 2.                         | Zoolander 2                           | Maury Ballstein                             | Harsányi Gábor         |

### Televízió
| Év        | Magyar cím                                             | Eredeti cím                     | Szerep                                         | Megjegyzések                              |
| --------- | ------------------------------------------------------ | ------------------------------- | ---------------------------------------------- | ----------------------------------------- |
| 1956–1957 |                                                        | Studio One in Hollywood         | Joe Capriotti őrmester / Hugh                  | 2 epizód                                  |
| 1957      |                                                        | The Big Story                   | Tyler                                          | 1 epizód                                  |
| 1959      |                                                        | Armstrong Circle Theatre        | Elwood Johnson                                 | 1 epizód                                  |
| 1962      |                                                        | The Defenders                   | Wysenski őrmester                              | 1 epizód                                  |
| 1962      |                                                        | General Electric Theater        | Harold                                         | 1 epizód                                  |
| 1964      |                                                        | Brenner                         | Chris Zelco                                    | 1 epizód                                  |
| 1969      |                                                        | That's Life                     | önmaga                                         | 1 epizód                                  |
| 1971–1972 |                                                        | The Courtship of Eddie's Father | Mr. Landon / Paul Sterling                     | 2 epizód                                  |
| 1971–1973 |                                                        | Love, American Style            | Leonard Ferguson / Harry                       | 2 epizód                                  |
| 1972      |                                                        | The Carol Burnett Show          | önmaga                                         | 1 epizód                                  |
| 1972–1973 |                                                        | The Paul Lynde Show             | Barney Dickerson                               | 4 epizód                                  |
| 1975–1976 |                                                        | Joe and Sons                    | Gus Duzik                                      | 14 epizód                                 |
| 1976      |                                                        | Phyllis                         | Burt Hillman                                   | 1 epizód                                  |
| 1976      |                                                        | Rhoda                           | Lloyd Zimmer                                   | 1 epizód                                  |
| 1979      |                                                        | Time Express                    | Edward Chernoff                                | 1 epizód                                  |
| 1979–1983 | Szerelemhajó                                           | The Love Boat                   | Bud Hanrahan / Tony Vitelli / Harlan Weatherly | 3 epizód                                  |
| 1980–1982 |                                                        | Archie Bunker's Place           | Carmine                                        | 2 epizód                                  |
| 1981      | Madame X                                               | Madame X                        | Burt Orland                                    | tévéfilm                                  |
| 1981      |                                                        | Hart to Hart                    | Myron Finkle                                   | 1 epizód                                  |
| 1981      |                                                        | Private Benjamin                | Muldoon őrmester                               | 1 epizód                                  |
| 1982      |                                                        | Simon & Simon                   | Harold Traxler                                 | 1 epizód                                  |
| 1982      |                                                        | Alice                           | Gordy                                          | 1 epizód                                  |
| 1983      |                                                        | Reading Rainbow                 | Dinosaur Comic                                 | 1 epizód                                  |
| 1983      |                                                        | Amanda’s                        | Sal                                            | 1 epizód                                  |
| 1983      | Szenvedélyes bolondság                                 | The Other Woman                 | Mel Binns                                      | tévéfilm                                  |
| 1984      |                                                        | Trapper John, M.D.              | Artie Merrow                                   | 1 epizód                                  |
| 1985      |                                                        | The Equalizer                   | Brahms                                         | 1 epizód                                  |
| 1985      |                                                        | Tales from the Darkside         | Luther Mandrake                                | 1 epizód                                  |
| 1986      |                                                        | Screen Two                      | Marty de Reske                                 | 1 epizód                                  |
| 1987      | Saturday Night Live                                    | Saturday Night Live             | Stu                                            | 1 epizód                                  |
| 1988–1989 |                                                        | Tattingers                      | Sid Wilbur                                     | 14 epizód                                 |
| 1989      | Gyilkos sorok                                          | Murder, She Wrote               | Birnbaum hadnagy                               | 1 epizód                                  |
| 1990      |                                                        | Monsters                        | Victor                                         | 1 epizód                                  |
| 1990      |                                                        | Sweet 15                        | Waterman                                       | tévéfilm                                  |
| 1991      |                                                        | American Playhouse              | Sam / Seymour Shapir                           | 2 epizód                                  |
| 1991      | Szenvedélyes viszonyok                                 | Women & Men 2                   | Irving                                         | - tévéfilm - magyar hangja: - Varga Tamás |
| 1992–1996 | Esküdt ellenségek                                      | Law & Order                     | Michael Tobis / Sam Pokras                     | 2 epizód                                  |
| 1993      |                                                        | L.A. Law                        | Nat Pincus                                     | 1 epizód                                  |
| 1993–1998 | Seinfeld                                               | Seinfeld                        | Frank Costanza                                 | 26 epizód                                 |
| 1994      | Az éjszaka árnyai                                      | In the Heat of the Night        | Feldman rabbi                                  | 1 epizód                                  |
| 1995      | Gyilkos utcák                                          | Homicide: Life on the Street    | McGonnigal                                     | 1 epizód                                  |
| 1996      |                                                        | Deadly Games                    | Phil Cullen                                    | 1 epizód                                  |
| 1997      |                                                        | Subway Stories                  | idős férfi                                     | tévéfilm                                  |
| 1998      | Angyali érintés                                        | Touched by an Angel             | Maury Salt                                     | 1 epizód                                  |
| 1998      |                                                        | The Larry Sanders Show          | önmaga                                         | 1 epizód                                  |
| 1998      | Herkules                                               | Hercules                        | Sas (hangja)                                   | 1 epizód                                  |
| 1998–2007 | Férjek gyöngye                                         | The King of Queens              | Arthur Spooner                                 | 195 epizód                                |
| 1999      | Robbie, a rénszarvas                                   | Hooves of Fire                  | Old Jingle / Trash Bag (hangja)                | BBC rövidfilm                             |
| 2000–2002 | Tanárok kedvence                                       | Teacher’s Pet                   | Pretty Boy (hangja)                            | 37 epizód                                 |
| 2002      | Robbie, a rénszarvas 2. – Az elveszett törzs legendája | Legend of the Lost Tribe        | Old Jingle (hangja)                            | rövidfilm                                 |
| 2003      |                                                        | Odd Job Jack                    | Jim McDonald                                   | 1 epizód                                  |
| 2003      | Szex és New York                                       | Sex and the City                | Mr. Brady                                      | 1 epizód                                  |
| 2009      | Csudalények – Minimentők                               | Wonder Pets!                    | idős fehér egér (hangja)                       | 2 epizód                                  |
| 2009      | Mercy angyalai                                         | Mercy                           | Joe Thalberg                                   | 1 epizód                                  |
| 2010      | Jéghideg álmok                                         | Ice Dreams                      | Skipper                                        | tévéfilm                                  |
| 2010–2011 | Pecatanya                                              | Fish Hooks                      | Stickler igazgató (hangja)                     | 21 epizód                                 |
| 2011      | A férjem védelmében                                    | The Good Wife                   | Felix Afterman bíró                            | 1 epizód                                  |
| 2014      |                                                        | How Murray Saved Christmas      | Murray Weiner (hangja)                         | rövidfilm                                 |
| 2016      |                                                        | Zoolander: Super Model          | Maury Ballstein (hangja)                       | tévéfilm                                  |